# Harry van den Bergh
Harry Jacob van den Bergh (Amsterdam, 1 april 1942 – aldaar, 20 maart 2020) was een Nederlands politicus. Namens de Partij van de Arbeid was hij lid van de Tweede Kamer der Staten-Generaal. Hij had vooral buitenlandse zaken en defensie als specialiteit.

## Loopbaan
Van den Bergh studeerde aan de Universiteit van Amsterdam af in de politieke en sociale wetenschappen. Hij was van 1970 tot 1972 wetenschappelijk medewerker van het Koos Vorrink-Instituut. Tot 1975 was hij stafmedewerker van de kamerfractie van de PvdA, daarna internationaal secretaris. Na de Anjerrevolutie in Portugal werd hij door de Duitse premier Willy Brandt benaderd om (illegaal) geld te smokkelen dat voor de Partido Socialista van Mário Soares bestemd was. Een keer kreeg hij daar van partijgenoot Max van der Stoel, die toen minister van Buitenlandse Zaken was, zelfs een diplomatieke status voor.

### Politicus

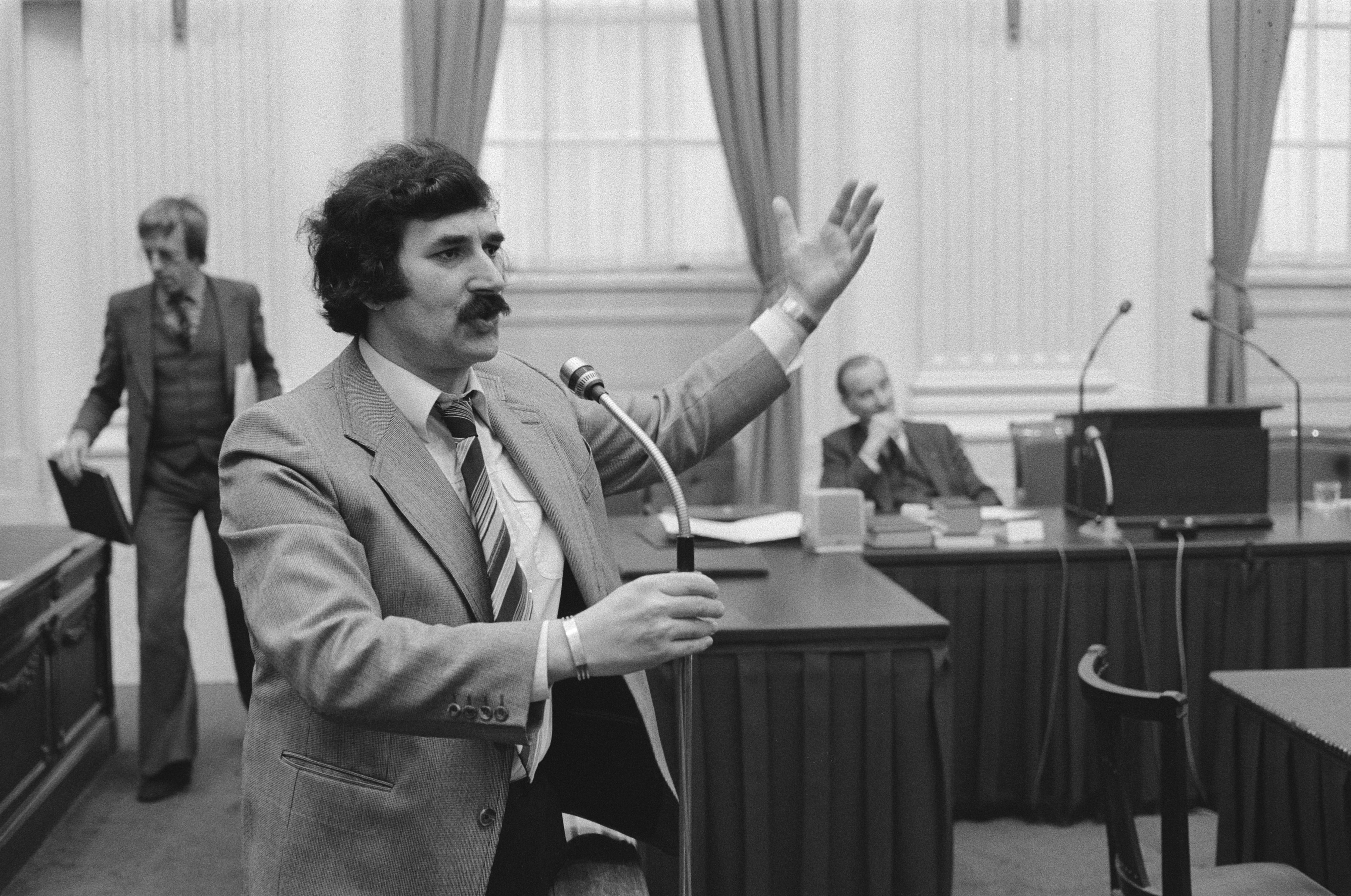
Kamerlid Van den Bergh interpelleert minister van Buitenlandse Zaken Van der Klaauw over het opschorten van humanitaire hulp vanuit de Europese Gemeenschap aan El Salvador, 19 februari 1981.

In 1977 werd hij Tweede Kamerlid voor de Partij van de Arbeid. Kenmerkend was zijn onafhankelijke rol waardoor hij een mediagenieke figuur werd, zoals tijdens de maatschappelijke discussie over de plaatsing van Tomahawk-kruisvluchtwapens.
Van den Bergh maakte zich ook hard voor de positie van de Joden in de Sovjet-Unie. Hij verliet in 1987 de Tweede Kamer omdat hij in opspraak was geraakt. Het betrof (vermeende) voorkennis bij de handel in aandelen Fokker.
Van 2006-2010 en van 2014-2018 was Van den Bergh gemeenteraadslid in Amstelveen.

### Na de politiek
In de jaren negentig was Van den Bergh lange tijd voorzitter van Veilig Verkeer Nederland. In 1995 raakte hij in opspraak nadat hij op de snelweg te hard had gereden. Hij verontschuldigde zich voor het te hard rijden, maar trok zich niet terug als voorzitter.
Van 2000 t/m 2012 was hij voorzitter van Vluchtelingenwerk Nederland. Hij werd door Jan van Zijl opgevolgd. Daarna werd hij voorzitter van Humanity in Action.
Van den Bergh overleed in 2020 op 77-jarige leeftijd en is begraven op de Liberaal Joodse begraafplaats Gan Hasjalom in Amstelveen.
- Parlement.com: vg09llhxeoyw